# 超限运输

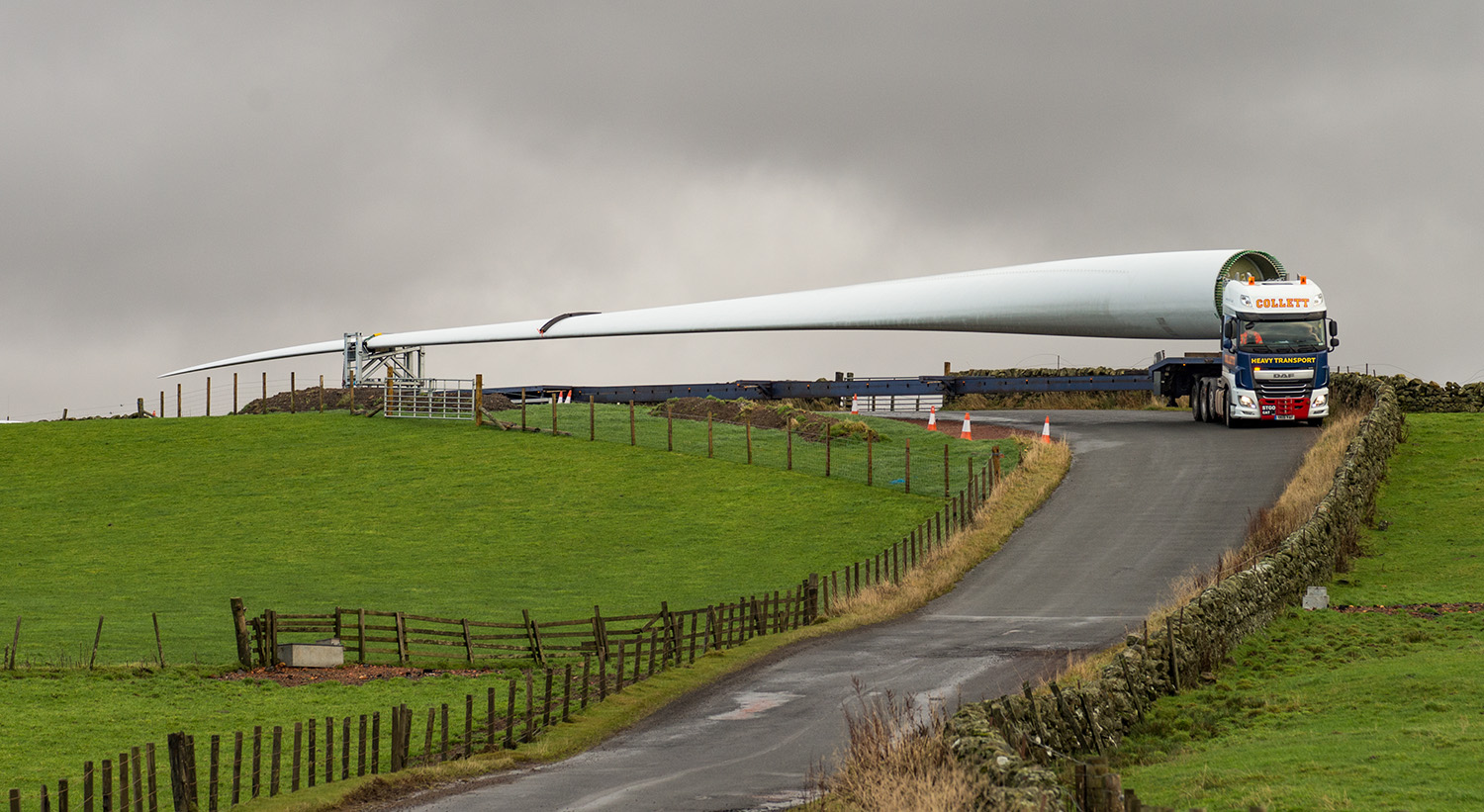
风力发电机零件非常庞大，在中国大陆通过道路运送时通常属于超限运输

超限运输是中华人民共和国道路运输行业的术语，是指在运输大件不可解体的货物时，车辆和货物的总长度、总宽度、总高度、总质量和轴荷中的一项或多项超出国家相关规定和标准的道路货物运输行为。超限运输所涉及的大件货物对许多行业十分重要，但这种运输方式存在较大的安全风险，因此对其监管也更加严格。超限运输从计划到审批再到最终执行整个过程涉及多方参与，是一个复杂的系统性工程。

## 定义
根据《超限运输车辆行驶公路管理规定》（交通运输部令2016年第62号）和《汽车、挂车及汽车列车外廓尺寸、轴荷及质量限值》国家标准（GB1589-2016），在道路上运输大件不可解体的货物时，当车辆和货物的总规格超出下列任意一条或多条标准时，即属于超限运输。

### 车货总尺寸
对于车辆和货物的合计尺寸，规定如下：
| 参数                 | 最大尺寸           |
| -------------------- | ------------------ |
| 总高度（从地面起算） | 普通货车：4.00米   |
| 总高度（从地面起算） | 集装箱货车：4.20米 |
| 总宽度               | 2.55米             |
| 总长度               | 18.10米            |

### 车货总质量和轴荷
对于车辆和货物的合计质量，规定如下：
| 轴数      | 车辆类型 | 车辆类型 | 最大质量 |
| --------- | -------- | -------- | -------- |
| 2轴       | 普通货车 | 普通货车 | 18吨     |
| 3轴       | 普通货车 | 普通货车 | 25吨     |
| 3轴       | 汽车列车 | 汽车列车 | 27吨     |
| 4轴       | 普通货车 | 普通货车 | 31吨     |
| 4轴       | 汽车列车 | 汽车列车 | 36吨     |
| 5轴       | 汽车列车 | 汽车列车 | 43吨     |
| 6轴及以上 | 汽车列车 | 单轴驱动 | 46吨     |
| 6轴及以上 | 汽车列车 | 多轴驱动 | 49吨     |

由此可知，当车货总质量超过49吨时，不论使用何种类型的货车在中国大陆境内进行道路运输皆属于超限运输。
对于轴荷（即轴重，表示每个车轴所分摊的整车质量），则有如下规定：
- 采用普通平板车运输，车辆单轴的平均轴荷不得超过10吨，或者最大轴荷超过13吨；
- 采用多轴多轮液压平板车运输，车辆每轴线（一线两轴8轮胎）的平均轴荷不得超过18吨，或者最大轴荷不得超过20吨。

特别的：
- 二轴组按照二个轴计算，三轴组按照三个轴计算（轴组是由多根车轴形成的组合[7]）；
- 除驱动轴外，二轴组、三轴组以及半挂车和全挂车的车轴每侧轮胎按照双轮胎计算，若每轴每侧轮胎为单轮胎，车货总质量限定标准减少3吨，但安装符合国家有关标准的加宽轮胎的除外；
- 车辆最大允许总质量不应超过各车轴最大允许的轴荷之和；
- 拖拉机、农用车、低速货车，以行驶证核定的总质量为限定标准；
- 符合《汽车、挂车及汽车列车外廓尺寸、轴荷及质量限值》（GB1589）规定的冷藏车、汽车列车、安装空气悬架的车辆，以及专用作业车，不认定为超限运输车辆。

## 监管
由于超限车辆的载重、轴荷和尺寸很大，相对于普通运输，超限运输存在诸多安全隐患：
- 对道路、桥梁等交通设施造成破坏，影响使用寿命；
- 导致制动距离延长、爆胎等，进而引起交通事故；
- 超限车辆速度较慢且长时间占用车道，给其他车辆带来不便。

然而超限运输所涉及的大件货物对工业、建筑业等诸多行业往往十分重要，因此不能简单地完全禁止，但是交通主管部门对超限运输会采取更加严格的监管措施。

### 审批和执行

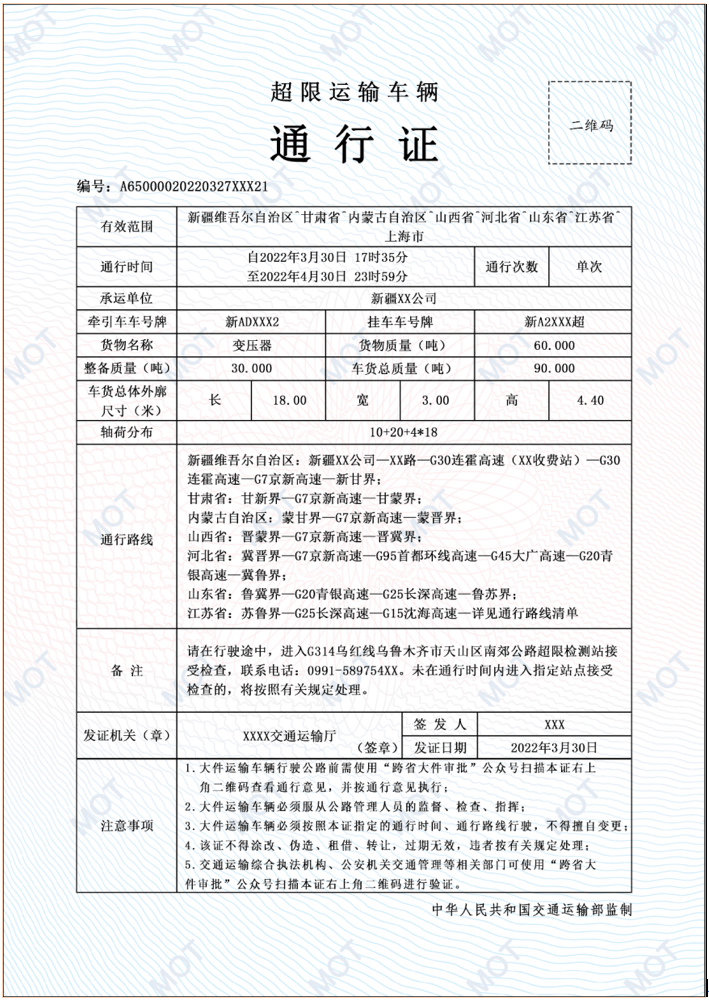
超限运输车辆通行证样本

进行超限运输前需要向交通主管部门申请《超限运输车辆通行证》，随后相关车辆方可上路行驶。对于有超限运输需求的货主，应当委托有资质的运输公司承运，并如实申报货物的名称、规格、重量等相关信息，承运人据此向交通主管部门提出申请。对于跨省超限运输，承运人应当向货物起运地省级交通运输主管部门提出申请，由其统一受理并组织协调沿线各省级交通运输主管部门联合审批，必要时可由交通运输部统一组织协调处理；对于跨市、跨县和县内的超限运输申请，则由省级、市级和县级交通运输主管部门受理。
申请通行证时，需要提交公路超限运输申请表（包括承运人信息、货物和车辆信息、行驶路线等信息）、承运人的道路运输经营许可证和经办人的身份证件和授权委托书，同时还需要交警和公路管理部门出具同意意见。如果存在车货总高度超过4.5米、总宽度超过3.75米、总长度超过28米或总质量超过100吨，以及其他可能严重影响公路完好、安全、畅通的情况，还应当提交记录载货时车货总体外廓尺寸信息的轮廓图，并提供护送方案。
获得通行证后，承运人应当按计划对沿途的公路和桥梁等实施进行加固等防护措施，载有货物的货车要根据指定的时间、路线和速度上路行驶，必要时还要派人对货物进行护送。

### 处罚
根据《超限运输车辆行驶公路管理规定》，如果运输单位未办理通行证进行超限运输，或者办理了超限运输通行证但实际上并未按照通行证所示内容进行运输，即构成违法超限。公路管理部门应当责令违法车辆进行卸载，消除违法状态，但不得收取检测和停车保管等费用。对于尺寸超限的车辆可以处以最高3000元罚款；对于质量超限超过1吨的车辆，则依据超限吨数按照500元/吨进行罚款；累计罚款金额不超过30000元。对于指使或强令驾驶人员违法超限的运输单位，还可以处以30000元以下罚款。
提供虚假材料申请通行证的承运单位，交通管理部门将在1年内不予签发新的通行证。对于多次违法超限的车辆和运输单位和驾驶人，监管部门会将违法行为纳入企业质量信誉考核和驾驶人诚信考核，并将其列入“黑名单”，甚至会被吊销营运资质。同时监管部门也会追究货运源头单位的责任。

## 和超载的区别
虽然“超限”和“超载”经常被一同提及，但是两者还是有还是有较大的区别的。超载是指车辆所载货物超过合格证和行驶证和的核定载质量，而超限是指车货总质量或装载总尺寸超过国家规定的限值，两者可以同时发生，但并没有必然联系。超载属于违法行为，而超限运输在获得交通运输部门后颁发的通行证后是可以合法上路的。
以下列两辆二轴货车的情况为例：
| 货车型号                | 解放CA1091 | 大力SH3603 |
| ----------------------- | ---------- | ---------- |
| 车辆自重                | 4.445吨    | 27.8吨     |
| 核定载质量              | 5吨        | 31.8吨     |
| 实际载质量              | 6吨        | 31.8吨     |
| 车货总质量（自重+实载） | 10.445吨   | 59.6吨     |
| 前轴荷（每侧单轮胎）    | 2.569吨    | 20.3吨     |
| 后轴荷（每侧双轮胎）    | 7.876吨    | 39.3吨     |
| 是否超载？              | 是         | 否         |
| 是否超限？              | 否         | 是         |

由表可知，解放牌货车的实际装载质量已经超过厂家的核定值，属于超载，但车货总质量和轴荷仍在前文提及的国家规定以内，未超限；大力牌货车的实际装载质量未超过厂家的核定值，未超载，但车货总质量和轴荷已经远超国家规定，属于超限。